# Willem Fillastre de Oude
Willem Fillastre de Oude of Guillaume Fillâtre (La Suze-sur-Sarthe, 1348 - Rome, 6 november 1428) was een Frans kardinaal, canonist, humanist en geograaf. Als kardinaal had hij de titel van de Sint-Chrisogonuskerk in Rome. Hij was aartsbisschop van Aix-en-Provence.

## Levensloop
Fillastre behaalde het diploma van doctor in beide rechten aan de Universiteit van Angers. Hij doceerde vervolgens jurisprudentie aan de Universiteit van Reims. In 1392 werd hij deken benoemd van het kapittel in de kathedraal van deze stad.
Tijdens het Groot Westers Schisma ging zijn sympathie aanvankelijk naar de tegenpaus Benedictus XIII. In 1409 nam hij deel aan de inspanningen om een verzoening tot stand te brengen tijdens het Concilie van Pisa. De tegenpaus Johannes XXIII verhief hem tot kardinaal. In 1413 werd hij aartsbisschop van Aix-en-Provence. 
Fillastre speelde een belangrijke rol tijdens het Concilie van Konstanz. Samen met kardinaal d'Ailly was hij de eerste om de mogelijkheid naar voor te brengen dat de rivaliserende pausen ontslag zouden nemen (februari 1415). 
Zijn reputatie werd aanzienlijk als gevolg van de talrijke juridische problemen die hij ontknoopte. Door paus Martinus V, tot wiens verkiezing hij veel had bijgedragen, benoemde hem tot pauselijk legaat a latere in Frankrijk (1418). Hij zette er zich in voor de eenheid van de Kerk. De successen die hij hierin behaalde brachten mee dat hij tot aartspriester van de basiliek van Sint-Jan-van-Lateranen werd benoemd. In 1421 nam hij ontslag als aartsbisschop van Aix. 
In 1427 financierde hij de afwerking van een van de torens van de kathedraal van Reims. Hij bekostigde ook de bouw van een van de kapellen van de kathedraal van Le Mans en men vindt er nog zijn wapen gebeiteld in een van de gewelfsleutels.
Hij overleed in Rome toen hij tachtig werd. Als kardinaal-priester van de H. Marcuskerk, werd hij begraven in de basiliek van de heilige Crisogonus. Zijn grafschrift luidt: Sepulchrum Guillermi Sancti Marci presbyteri cardinalis Cenomanensis Diœcesis ministri ecclesise sancti Crisogoni Olim decani Remensis utriusque Juris doctoris. Habeat Dcus quam creavit Animam ejus. Habet natura quod suum est Kxpcctans resurrectionem et utriusque vitam aeternam. Oportet enim corruptible hoc induere Incorruptionem et mortale hoc induere Immortalitatem. Obiit anno Domini.
Hij was de vader van Willem Fillastre de Jonge die een aanzienlijke carrière zou doorlopen.

## Werken
Tijdens het Concilie van Konstanz hield Fillastre een dagboek bij. Het werd ontdekt door Heinrich Finke, die er een studie over publiceerde in Römische Quartalschrift (1887), en een gedeeltelijke publicatie bezorgde. Vervolgens werd dit belangrijke document in zijn geheel gepubliceerd door Finke in 1889.
Het dagboek werpt een origineel licht op de verschillende deelnemers aan het Concilie, op de twee pausen die tot ontslag werden gedwongen en op hun proces, op het College van kardinalen, en in het bijzonder op de kardinalen d'Ailly, Fillastre en Francesco Zabarella. Fillastre beschreef de eerste voorstellen over de verkiezingsvormen en over de moeilijke situatie van het college van kardinalen.
Hij beschreef op duidelijke wijze de lopende disputen tussen de verschillende 'naties' betreffende de voorrang onder hen en de plaats die de Spaanse 'natie' innam op het concilie. Hij legde ook uit hoe Martinus V er toe kwam eindelijk de lang uitgestelde bevestiging te verlenen van Sigismund I als keizer van het Heilig Roomse Rijk. Hij gaf vooral ook klare beschrijvingen over de verhoudingen tussen de Franse koning en het concilie en over het gehouden conclaaf. 
Terwijl hij in Konstanz verbleef, vertaalde hij verschillende werken van Plato in het Latijn en begaf hij zich aan de studie van de cartografie. Hij kopieerde de Latijnse versie van het geografisch werk van Ptolemaeus die in 1409 door Jacopo d'Angelo da Scarperia was gerealiseerd. Hij stuurde het afschrift naar de kapittelbibliotheek van Reims, die hij had opgericht, samen met een grote wereldkaart op perkament en de codex van Pomponius Mela. 
Rond 1425 schreef Fillastre zijn belangrijkste werk gewijd aan het kerkelijk recht, met betrekking tot intresten en woeker. In 1427 liet hij nog de kaarten van Ptolemaeus hertekenen op gereduceerde schaal en met latijnse terminologie. Hij voegde er een elfde kaart aan toe, met de Scandinavische landen en Groenland, die voor Ptolemaeus onbekend waren.

## Voetnoten
1. ↑  Dit artikel volgt het lemma 'Guillaume Fillastre' opgenomen in de Catholic Encyclopedia van 1913, die tot het publiek domein behoort
2. ↑   Heinrich Finke, Forschungen und Quellen zur Geschichte des Konstanzer Konzils, Paderborn, 1889, pp. 163-242 (en ligne).

- Biblioteca Nacional de España: XX1652404
- Bibliothèque nationale de France: cb14536358s (data)
- Gemeinsame Normdatei: 119254239
- International Standard Name Identifier: 0000 0000 6127 7717
- Library of Congress Control Number: no2007151880
- Nationale Bibliotheek van Tsjechië: jx20060511001
- Nederlandse Thesaurus van Auteursnamen: 244277621
- LIBRIS: 227737
- Trove: 1506812
- Virtual International Authority File: 30342669
- WorldCat: E39PBJmdxM6fqPwmbgYDmR7GpP